# Chiesa di San Pietro (Spoleto)
La chiesa di San Pietro extra moenia fu costruita su un poggio alle falde del Monteluco di Spoleto dal vescovo spoletino Achilleo, all'inizio del quinto secolo, come luogo cimiteriale per i vescovi, ma già dal settimo secolo a.C. l'area su cui insiste era adibita a sepoltura. Durante i secoli successivi conobbe diversi interventi di restauro e di ammodernamento, di cui il più importante fu quello che, alla fine del dodicesimo secolo, strutturò l'attuale facciata con gli splendidi altorilievi che la rendono una delle più belle dell'Umbria, che illustrano scene relative alla vita del santo apostolo ed episodi di intento moralistico tratti dalla novellistica medievale (Il leone e il boscaiolo, La volpe finta morta e i corvi, Il lupo studente e il montone).

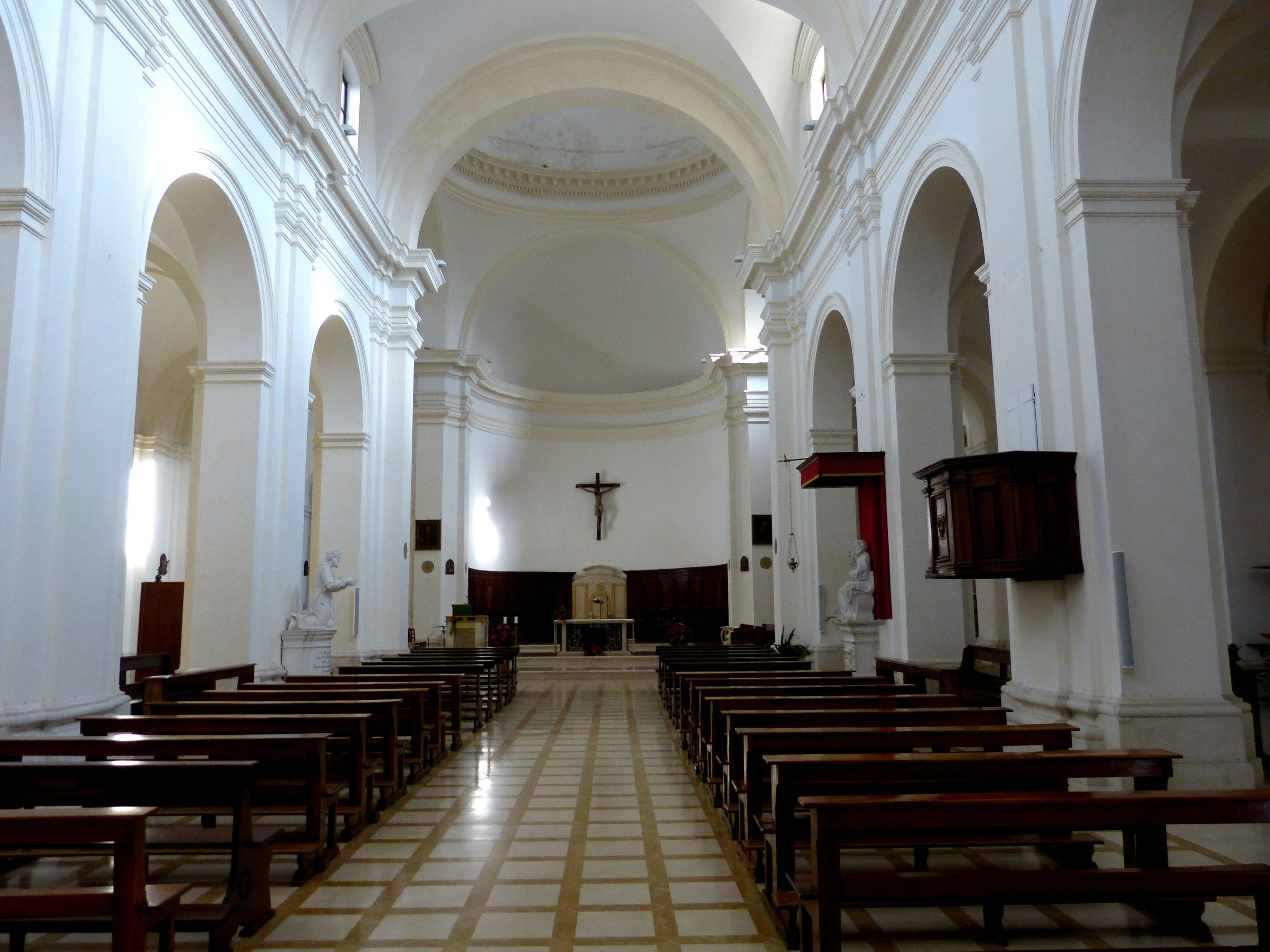
L'interno

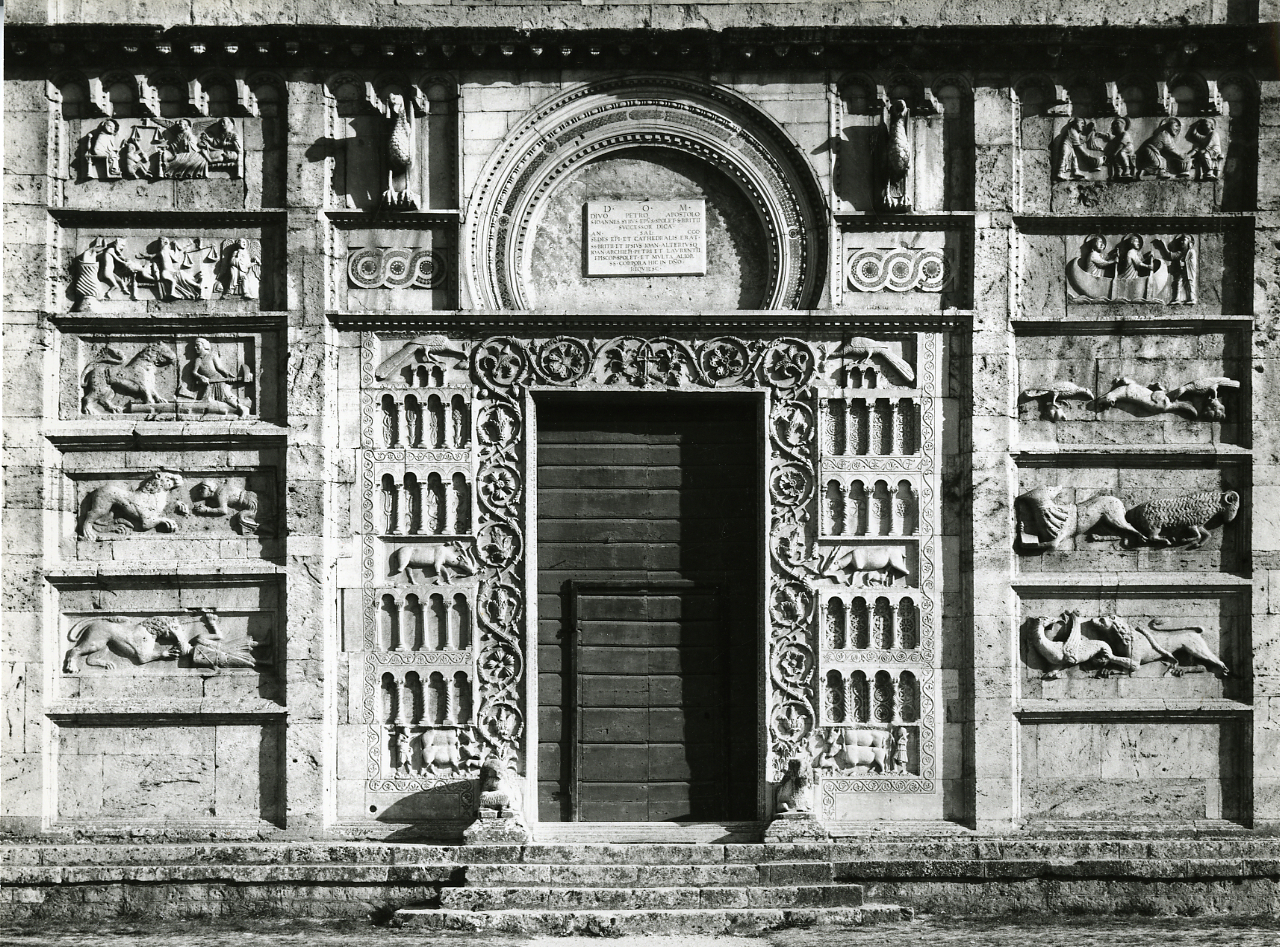
Dettaglio del portale principale con i bassorilievi. Foto di Paolo Monti, 1967.

La chiesa è accessibile tramite un'ampia scalinata seicentesca e presenta un impianto a tre navate con pilastri che sorreggono archi a tutto sesto.
Nel 1329 fu incendiata dai ghibellini, in occasione di una battaglia cittadina, e ricostruita negli anni successivi. L'interno fu trasformato alla fine del diciassettesimo secolo secondo il gusto prevalente dell'epoca, come si legge su una lapide. Il barocco romano che caratterizza l'aula basilicale trova il suo completamento nell'elegantissima cupola ellittica, unica in Umbria, che conferisce un forte senso di ascensionalità a tutto l'ambiente.
Nella chiesa sono conservati e venerati i corpi del vescovo Pietro (?-594), che assistette alla creazione del Ducato Longobardo, e del santo vescovo spoletino Giovanni II (vescovo dal 492 al 546, anno presumibile della morte), martirizzato sotto i Goti comandati da Totila, e traslato dalla Chiesa di Sant'Eufemia in data sconosciuta. Vi sono, inoltre, alcune lapidi marmoree appartenenti a diverse epoche.